# ایزوتوپ‌های نیهونیم
عنصر نیهونیوم عنصری مصنوعی است که در رآکتورهای هسته‌ای تولید می‌شود و در نتیجه هیچ ایزوتوپ پایداری نداشته و جرم اتمی استاندارد برای آن قابل تعریف نیست. نخستین ایزوتوپ شناسایی شده این عنصر ۲۸۴Nh بود که در سال ۲۰۰۳ میلادی تولید و ردیابی شد. تاکنون ۶ ایزوتوپ (۲۷۸Nh تا ۲۸۶Nh) از آن‌ان‌تریوم شناسایی شده است که پایدارترین ایزوتوپ در این میان ۲۸۶Nh با نیمه عمر ۱۹٫۶ ثانیه است.

## جدول ایزوتوپ‌ها
| نماد  | Z(p) | N(n) | جرم ایزوتوپ (u) | نیمه عمر        | حالت واپاشی | ایزوتوپ دختر | اسپین |
| ----- | ---- | ---- | --------------- | --------------- | ----------- | ------------ | ----- |
| 278Nh | 113  | 165  | 278.17058(20)#  | 340 µs          | α           | 274Rg        |       |
| 282Nh | 113  | 169  | 282.17567(39)#  | 73 ms           | α           | 278Rg        |       |
| 283Nh | 113  | 170  | 283.17657(52)#  | 100(+490-45) ms | α           | 279Rg        |       |
| 284Nh | 113  | 171  | 284.17873(62)#  | 0.48(+58-17) s  | α           | 280Rg        |       |
| 285Nh | 113  | 172  | 285.17973(89)#  | 5.5 s           | α           | 281Rg        |       |
| 286Nh | 113  | 173  | 286.18221(72)#  | 19.6 s          | α           | 282Rg        |       |

1. ↑  Not directly synthesized, occurs as decay product of 287Mc
2. ↑  Not directly synthesized, occurs as decay product of 288Mc
3. ↑  Not directly synthesized, occurs in decay chain of 293Ts
4. ↑  Not directly synthesized, occurs in decay chain of 294Ts